# Manoir d'Argentelles
Le manoir d'Argentelles est une demeure, des XVe – XVIe siècles, qui se dresse sur le territoire de l'ancienne commune française de Villebadin dans le département de l'Orne, en région Normandie. L'édifice est totalement protégé au titre des monuments historiques.

## Localisation
Le manoir s'élève sur une motte féodale à environ 1 km au sud-est du bourg de Villebadin au sein de la commune nouvelle de Gouffern en Auge, dans le nord du département français de l'Orne, dans l'extrême sud de la région naturelle du pays d'Auge.

## Historique
L'édifice a été bâti en 1410, pendant la guerre de Cent Ans par Guillot d'Ouilly, officier du roi de France. Composé d'une tour ou d'une palissade circulaire plantée sur une motte entourée de fossés, il constituait, alors, un poste avancé de défense du château fort et de la ville d'Exmes.
En 1418, il tombe aux mains d'officiers anglais, et, n'est récupéré qu'en 1449 par Richard d'Escalles, un descendant de Guillot d'Ouilly. 
En 1571, le manoir devient la propriété de Jean Le Franc, par mariage.
Henri IV y fait un séjour en 1591.
En 1635, le domaine appartient à un descendant de Jean Le Franc, Bonaventure Le Franc. Celui-ci ajoute deux lucarnes à l'édifice, atténuant ainsi son caractère défensif.
Au milieu du XVIIIe siècle, le manoir est acquis par le comte de Flers et reste, jusqu'en 1880, à ses descendants.
S'ensuit alors une longue période d'oubli pendant laquelle le manoir tombe en ruine. Ce n'est qu'en 1957 qu'il est sauvé de la ruine complète par le comte Robert du Mesnil du Buisson qui entreprend, alors, une restauration d'une durée de quatre ans, couronnée par le prix « Chefs-d'œuvre en péril ».

## Description
Parmi l'ensemble formé par les manoirs du pays d'Auge, le manoir d'Argentelles, maison forte des XVe et XVIe siècles, présente la particularité d'avoir été construit d'une seule traite. Les seuls ajouts postérieurs à l'édification sont les deux grandes lucarnes du XVIIe siècle.
Le logis rectangulaire, construit en pierre, présente un fort caractère défensif. En effet, les quatre tourelles d'angle sont percées de meurtrières. Chacune des entrées est défendue par des bretèches à mâchicoulis. Les fenêtres du rez-de-chaussée sont protégées par grilles en fer forgé. Enfin, la tour polygonale, qui abrite un escalier desservant les différents étages, est surmontée d'une chambre de guet. Celle-ci présente la particularité d'être disposée en encorbellement et d'être construite en pan de bois.
Dans le parc entourant le manoir, un colombier cylindrique du XVIIe siècle ayant conservé tous ses boulins s'élève sur ce qui était certainement l'ancienne motte castrale.

## Protection
Au titre des monuments historiques :
- le château, sauf les parties classées, est inscrit par arrêté du 2 novembre 1926 ;
- les façades et les toitures sont classées par arrêté du 20 octobre 1966.